# Harbor Island
Harbor Island est une île artificielle située à l'embouchure de la Duwamish Waterway dans l'Elliott Bay, à Seattle.  Construite par Lockheed Shipbuilding and Construction Company en 1909, elle a représenté jusqu'en 1938 la plus grande île artificielle du monde avec 1,4 km². 